# Alan Parkhurst Dodd
Alan Parkhurst Dodd, född den 8 januari 1896 i Upper Ithaca Creek, död den 3 juli 1981 i Chelmer var en australisk entomolog.
Auktorsnamnet Dodd kan användas för Alan Parkhurst Dodd i samband med ett vetenskapligt namn inom zoologin; se Wikipedia-artiklar som länkar till auktorsnamnet.